# Rally van Turkije
De Rally van Turkije, in huidige vorm formeel Rally Turkey Marmaris, is een rallyevenement gehouden in Turkije en een ronde van het wereldkampioenschap rally.

## Geschiedenis

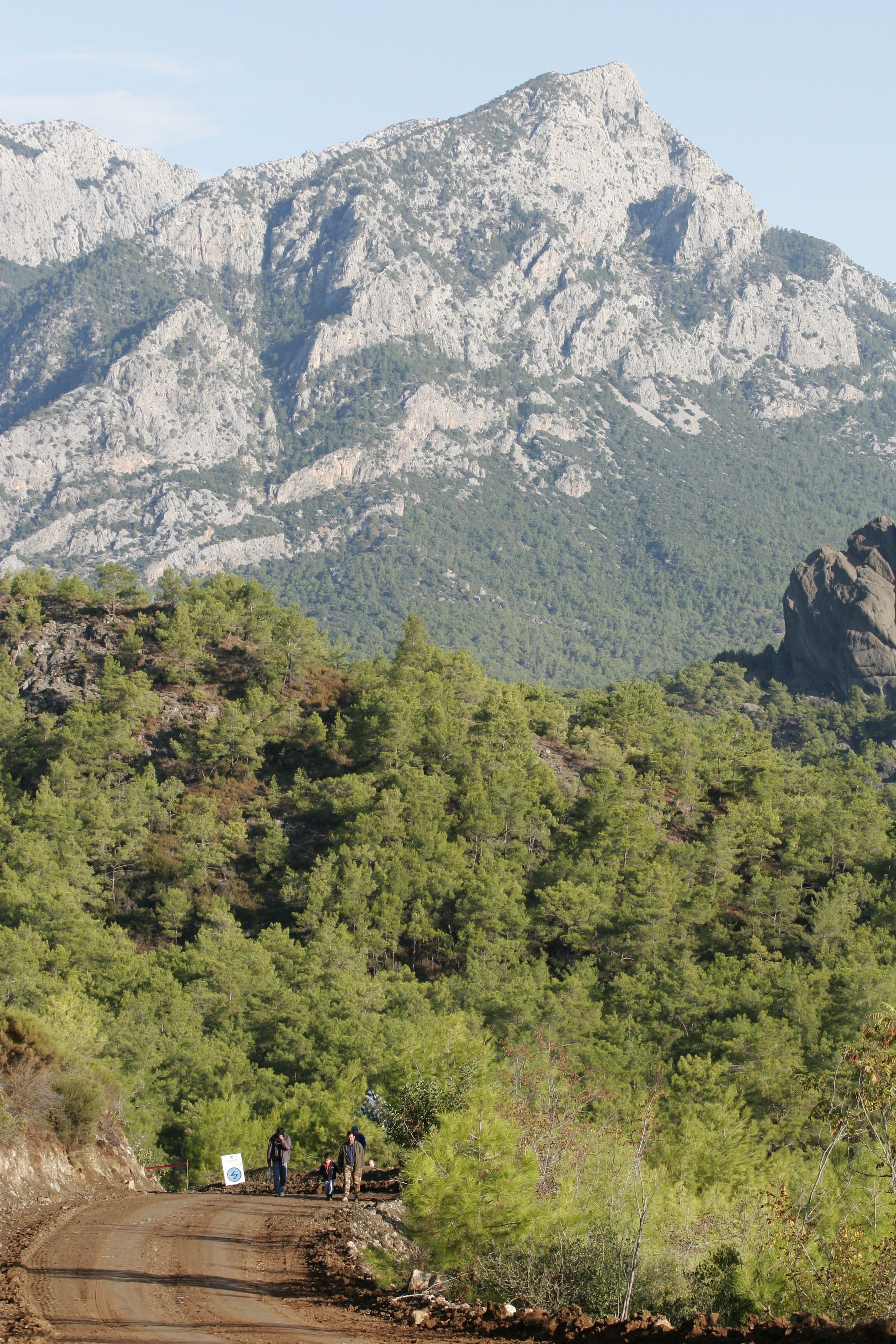
Zicht op een Turkse proef tijdens de rally in 2006

Het idee om Turkije op de WK-kalender te krijgen ontstond in 1999, en het jaar daarop vond de eerste editie van de rally plaats, toen nog verreden als de 'Anatolian Rally'. Toen de Safari Rally voor de FIA uit de gratie viel, werd Turkije na een kandidatuur-editie in 2002 aangewezen als vervanger in het kampioenschap in het 2003 seizoen. De eerste WK-editie werd gewonnen door Carlos Sainz in een Citroën Xsara WRC. Later kreeg de rally te maken met een rotatiesysteem van de FIA, waardoor het evenement in 2007 en 2009 geen deel uitmaakte van de kalender, maar in het 2010 weer terugkeerde. De rally vond oorspronkelijk zijn basis in de stad Kemer, maar verplaatste vanaf 2010 naar Istanboel, waar de rally in een nieuwe opzet werd verreden. Hierna verdween de rally echter van de kalender, totdat deze voor het 2018 seizoen weer een plek kreeg op een geheel nieuwe locatie met Marmaris, Muğla nu als hoofdkwartier. De rally maakte ook in 2019 weer deel uit van het WK.

## Lijst van winnaars
| Editie | Seizoen | Rijder           | Navigator          | Auto                     |
| ------ | ------- | ---------------- | ------------------ | ------------------------ |
| 13     | 2020    | Elfyn Evans      | Scott Martin       | Toyota Yaris WRC         |
| 12     | 2019    | Sébastien Ogier  | Julien Ingrassia   | Citroën C3 WRC           |
| 11     | 2018    | Ott Tänak        | Martin Järveoja    | Toyota Yaris WRC         |
| 10     | 2010    | Sébastien Loeb   | Daniel Elena       | Citroën C4 WRC           |
| 9      | 2008    | Mikko Hirvonen   | Jarmo Lehtinen     | Ford Focus RS WRC 07     |
| 8      | 2007    | Nicolas Vouilloz | Nicolas Klinger    | Peugeot 207 S2000        |
| 7      | 2006    | Marcus Grönholm  | Timo Rautiainen    | Ford Focus RS WRC 06     |
| 6      | 2005    | Sébastien Loeb   | Daniel Elena       | Citroën Xsara WRC        |
| 5      | 2004    | Sébastien Loeb   | Daniel Elena       | Citroën Xsara WRC        |
| 4      | 2003    | Carlos Sainz     | Marc Martí         | Citroën Xsara WRC        |
| 3      | 2002    | Ercan Kazaz      | Cem Bakançocukları | Subaru Impreza WRX       |
| 2      | 2001    | Serkan Yazıcı    | Erkan Bodur        | Toyota Corolla WRC       |
| 1      | 2000    | Volkan Işık      | Yusuf Avimelek     | Subaru Impreza S5 WRC 99 |